# Karataşterziler, Selendi
Karataşterziler là một xã thuộc huyện Selendi, tỉnh Manisa, Thổ Nhĩ Kỳ. Dân số thời điểm năm 2011 là 412 người.